# Toquet Motor Car and Construction Company
Toquet Motor Car and Construction Company war ein US-amerikanischer Hersteller von Automobilen. Es gibt auch die Schreibweise Toquet Motor Car Construction Company.

## Unternehmensgeschichte
B. Louis Toquet gründete etwa 1904 das Unternehmen. Der Sitz war in New York City und die Fabrik in Saugatuck, das heute zu Westport in Connecticut gehört. Die erste bekannte Erwähnung stammt vom 23. November 1904. Es stellte Automobilteile her. Es hatte einen Stand auf der fünften Automobile Show im Madison Square Garden in New York City, die vom 14. bis zum 21. Januar 1905 lief. In dem Jahr begann die Produktion von Automobilen. Der Markenname lautete Toquet. Noch 1905 endete die Fahrzeugproduktion. Insgesamt entstanden nur wenige Fahrzeuge. Es ist nicht bekannt, ob das Unternehmen nach 1905 noch existierte.
Im Rahmen des Concours d’Caffeine, einem Treffen für Oldtimer am 17. Mai 2015, wurde das Unternehmen in mehreren Quellen genannt.
Außerdem stellte Toquet Bootsmotoren her. Dazu gab es im Juli 1902 die Toquet Launch Motor Company  und später die Toquet Motor Company, die am 30. September 1905 gegründet wurde. Möglicherweise waren dies Vorgänger- und Nachfolgeunternehmen.

## Fahrzeuge
Im Angebot stand nur ein Modell. Es hatte einen selbst entwickelten besonderen Motor. Es war ein Vierzylindermotor mit T-Kopf. Er leistete 45 PS aus 7500 cm³ Hubraum. Die Motorleistung wurde über ein Zweiganggetriebe und eine Kardanwelle an die Hinterachse übertragen. Die einzige angebotene Karosseriebauform war ein offener Tourenwagen mit fünf Sitzen. Das Leergewicht betrug etwa 1450 kg.